# Giacomo Raspadori
Giacomo Raspadori, född 18 februari 2000, är en italiensk fotbollsspelare som spelar för Napoli i Serie A. Han representerar även det italienska landslaget.

## Karriär
Raspadori debuterade för Sassuolo i Serie A den 26 maj 2019 i en match mot Atalanta, där han blev inbytt på stopptid mot Pol Lirola.
Den 20 augusti 2022 lånades Raspadori ut till Napoli på ett säsongslån som därefter innefattade en obligatorisk köpoption. I augusti 2023 skrev han på ett femårskontrakt med Napoli.